# NGC 5802
إن جي سي 5802 (بالألمانية: NGC 5802) التي يرمز لها بالرمز NGC 5802، هي مجرة، في كوكبة الميزان.

## الاكتشاف
اكتشفت في 10 يونيو 1885، بواسطة Francis Preserved Leavenworth.